# Podłazie (Skarżysko)
Pour les articles homonymes, voir Podłazie.
Podłazie est une localité polonaise de la gmina de Łączna, située dans le powiat de Skarżysko en voïvodie de Sainte-Croix.